# Сидоров, Владимир Карпович
Владимир Карпович Сидоров (род. 15 марта 1949, д. Соловьёвка Михайловского района Рязанской области) — Председатель Рязанской областной Думы, бывший глава Михайловского района Рязанской области.

## Биография
Родился 15 марта 1949 года в деревне Соловьёвка Михайловского района Рязанской области.
Выпускник агрономического факультета Рязанского сельскохозяйственного института.
В 1967 году работал турбинистом Минской ТЭЦ.
В 1970 году работал в Михайловском районе, был водителем совхоза «Каморинский», заведующим мастерскими, управляющим отделением, главным инженером, секретарем парткома, директором совхоза «Калининский».
С 1987 по 1991 год находился на партийной и советской работе.
В 1991 году — глава администрации Михайловского района. В 1996 году — глава Михайловского района Рязанской области. Являлся также председателем Михайловской районной Думы.
С 2001 по 2005 год — депутат Рязанской областной Думы третьего созыва, являлся заместителем председателя областной Думы. Председатель Рязанской областной Думы (4 созыва) с 20 марта 2005 года по март 2010 года.
Член Полититсовета Рязанского регионального отделения Всероссийской политической партии «Единая Россия».
23 ноября 2021 года заявил: "Мы должны прийти и сказать: не привился – не подходи близко, и не выходи из дома, детей в школу не пускай, в магазине тебе делать нечего. Вот так мы должны сделать, чтобы другого ничего не было. Тогда ситуация изменится. Сегодня как мы делаем… Еще покупаем эти сертификаты о прививках. Вообще за это надо расстреливать, я бы считал. Я сам бы принял участие в расстрелах"
Комитет по регламенту, мандатным вопросам и депутатской этике Рязанской областной Думы признал, что этим были нарушены нормы депутатской этики. В соответствии с решением комитета Владимира Сидорова обязали в письменной форме принести публичные извинения. Председатель Рязанской облдумы пояснил эмоциональное высказывание тем, что у Владимира Карповича от коронавируса умерла супруга.
25 ноября 2021 года извинения были принесены.

## Звания
- «Почётный гражданин г. Михайлов».
- «Почётный гражданин Рязанской области» за особые заслуги в государственной, политической и экономической деятельности на благо Рязанской области (март 2009 года).

## Семья
Вдовец. Имеет двоих взрослых детей. Сын - глава администрации города Михайлова.